# 圣马丹德沃尔塞尔
圣马丹德沃尔塞尔（法語：Saint-Martin-de-Vaulserre，法語發音：[sɛ̃ maʁtɛ̃ də volsɛʁ]）是法国伊泽尔省的一个市镇，属于拉图尔迪潘区。

## 地名
法语人名在日常人名译名以及《世界人名翻譯大辭典》、《法语姓名译名手册》等主流人名译名类书籍资料中多译作“马丁”，不过在《世界地名翻译大辞典》、《世界地名译名词典》和《法国地图册》等主流地名译名类书籍资料中多译作“马丹”。

## 地理
圣马丹德沃尔塞尔（45°29'39"N, 5°40'58"E）面积3.92 平方千米，位于法国奥弗涅-罗讷-阿尔卑斯大区伊泽尔省，该省份为法国东南部内陆省份，北起顺时针与安省、萨瓦省、上阿尔卑斯省、德龙省、阿尔代什省、卢瓦尔省和罗讷省。
与圣马丹德沃尔塞尔接壤的市镇（或旧市镇、城区）包括：普雷桑、圣阿尔班-德沃尔塞尔、圣比埃伊、圣让达沃拉讷、沃拉讷。
圣马丹德沃尔塞尔的时区为UTC+01:00、UTC+02:00（夏令时）。

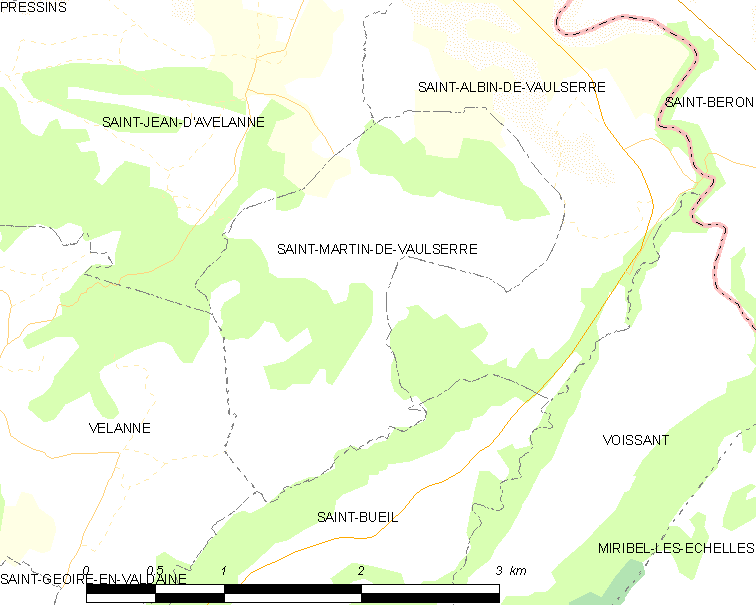
圣马丹德沃尔塞尔的OSM定位图

## 行政
圣马丹德沃尔塞尔的邮政编码为38480，INSEE市镇编码为38420。

## 政治
圣马丹德沃尔塞尔所属的省级选区为沙特勒斯-吉耶县。

## 人口

1962-2008年间圣马丹德沃尔塞尔人口变化图示

圣马丹德沃尔塞尔于2022年1月1日时的人口数量为241人。